# Hans Diedrich von Tiesenhausen

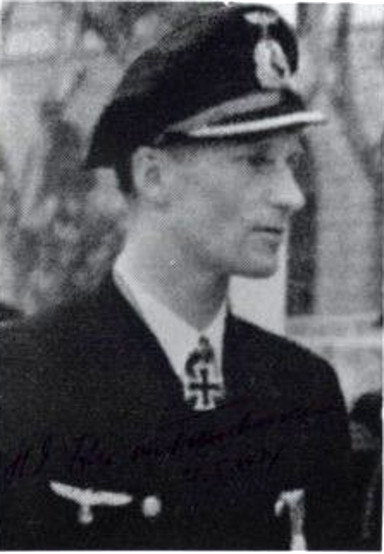
Hans Dietrich von Tiesenhausen (1941)

Hans Diedrich „Dietz“ Freiherr von Tiesenhausen (* 22. Februar 1913 in Riga, Gouvernement Livland, Russisches Kaiserreich; † 17. August 2000 in Vancouver, Kanada) war ein deutscher Marineoffizier der Reichsmarine und der Kriegsmarine, zuletzt im Dienstgrad eines Kapitänleutnants.

## Leben
Hans Diedrich von Tiesenhausen stammte aus der baltendeutschen Adelsfamilie derer von Tiesenhausen und war ein Zwillingskind des Architekten Gerhard von Tiesenhausen und seiner Frau Carola, geb. von Sittmann (1887–1979).
Hans von Tiesenhausen trat am 8. April 1934 (Crew 1934) in die Reichsmarine ein und erhielt bis zum 14. Juni 1934 seine Grundausbildung in der 2. Kompanie der II. Schiffsstammdivision der Ostsee in Stralsund bei der Marinestation der Ostsee. Im Anschluss folgte bis Ende Oktober 1934 eine Bordausbildung auf dem Segelschulschiff Gorch Fock. Es folgte bis Mitte 1935 eine weitere Bordausbildung auf dem Leichten Kreuzer Karlsruhe. Es folgten weitere Lehrgänge für Fähnriche, u. a. an der Marineschule Mürwik, und Belehrungsfahrten. Vom 5. Juli 1936 bis 28. Juli 1936 belegte er einen Infanterielehrgang für Fähnriche bei der 3. Kompanie der II. Schiffsstammdivision der Ostsee in Stralsund, gefolgt bis 10. Oktober 1936 von einem Artillerielehrgang für Fähnriche an der Schiffsartillerieschule in Kiel-Wik. Anschließend war er wieder zur Bordausbildung auf der Karlsruhe. Nachdem er einen weiteren Lehrgang besucht hatte, war er vom 5. Mai 1937 bis zum 30. März 1938 als Adjutant auf dem Leichten Kreuzer Nürnberg eingesetzt. Er ging zur V. Marine-Artillerie-Abteilung (Pillau), wo er zunächst als Zugführer einer Flak-Kompanie und später als Adjutant tätig war. Hier erfolgte am 1. April 1939 seine Beförderung zum Oberleutnant zur See. Während des Überfalls auf Polen war von Tiesenhausen weiterhin in Pillau stationiert, bevor er am 2. Oktober 1939 zur U-Boot Waffe wechselte.
Der anschließende U-Lehrgang dauerte bis zum 26. November. Daran schloss sich ein Nachrichtenlehrgang an. Vom 28. Dezember 1939 bis zum 5. Mai 1940 war von Tiesenhausen Wachoffizier auf U 23. Er nahm unter dem Kommando von Kapitänleutnant Otto Kretschmer an drei Feindfahrten teil, wofür ihm am 26. Februar 1940 das U-Boot-Kriegsabzeichen verliehen wurde. Eine weitere Feindfahrt auf demselben Boot absolvierte von Tiesenhausen unter dem Kommandanten Kapitänleutnant Heinz Beduhn. Am 30. Juli 1940 wurde er I. Wachoffizier auf U 93 und unternahm bis zum 29. November zwei Feindfahrten unter dem Kommandanten Kapitänleutnant Claus Korth.
Anschließend absolvierte von Tiesenhausen einen Kommandanten-Schießlehrgang und ab 18. Februar 1941 die Baubelehrung für das im Bau befindliche U 331, welches am 31. März 1941 unter seinem Kommando in Dienst gestellt wurde. Auf insgesamt neun Feindfahrten, wovon sechs ohne Feindkontakt absolviert wurden, konnte Tiesenhausen mit U 331 drei kleine Segler mit 600 BRT und bei der letzten Unternehmung, welche auch zum Verlust des Bootes führte, ein Frachtschiff mit 9.135 BRT versenken.
Am 27. September 1941 wurde nordwestlich von Messina ein italienisches Torpedoboot der Generali-Klasse von einem britischen U-Boot versenkt. U 331 nahm die überlebende Besatzung an Bord. In der Nacht vom 18. auf den 19. November 1941 setzte U 331 ein neunköpfiges Abwehrspezialkommando der Division Brandenburg an der Küste Nordafrikas ab. Die Wiederaufnahme nach 24 Stunden scheiterte aber. In dieser Zeit war U 331 das einzige im Mittelmeer operierende U-Boot der Kriegsmarine.

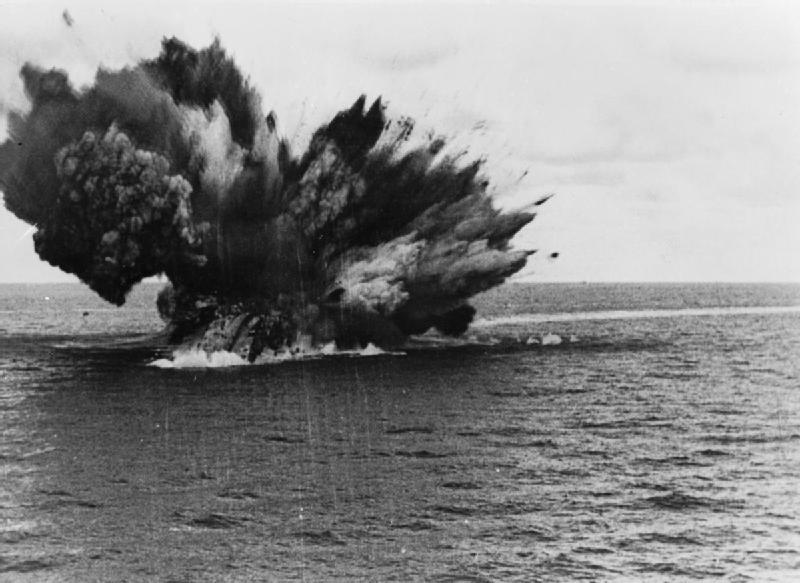
Explosion der Barham

Sein erster und größter Erfolg war die Torpedierung des britischen Schlachtschiffs Barham mit 31.100 ts am 25. November 1941, das getroffen und versenkt wurde. Erst am 25. Januar 1942 wurde der Einsatz näher kommuniziert. Da die Versenkung nicht bestätigt werden konnte, erging der Vorschlag, den Erfolg über amtliche Quellen zu verbreiten, „wodurch der Gegner vielleicht zum Eingeständnis des Verlustes bewogen werden kann“. Am 27. Januar 1942 folgte die Bestätigung durch die britische Admiralität. Für diesen Einsatz wurde von Tiesenhausen am 27. Januar 1942 das Ritterkreuz des Eisernen Kreuzes verliehen. Beim Untergang der Barham starben 862 britische Seeleute, nur 449 konnten gerettet werden. Tiesenhausen war während des gesamten Krieges der einzige U-Boot-Kommandant, der auf hoher See ein alliiertes Schlachtschiff versenken konnte.

Am 17. November 1942 wurde U 331 im Mittelmeer nordwestlich von Algier von Flugzeugen der britischen 500. Squadron gesichtet und kurz darauf durch einen Fairey Albacore Torpedobomber des britischen Flugzeugträgers Formidable versenkt. 32 Mann der Bootsbesatzung kamen ums Leben. Tiesenhausen ergab sich und geriet mit 16 seiner Besatzungsmitglieder in britische Kriegsgefangenschaft. Großadmiral Dönitz verurteilte, nachdem er im Juni 1943 den Fall, im Seekriegstagebuch als Sonderfall (Uboot Tiessenhausen) bezeichnet, gemeldet bekommen hatte, dieses Verhalten scharf:
Es darf in der Kriegsmarine keinen Zweifel darüber geben, dass das Zeigen einer weißen Flagge ebenso wie das Streichen der Flagge schimpfliche Übergabe nicht nur der Besatzung, sondern auch des Schiffes oder Bootes bedeutet und damit ein Bruch des alten soldatischen und seemännischen Grundsatzes ist ‹ Lieber in Ehre untergehen als die Flagge zu streichen ›. Der Kommandant hätte nach Aufbrauchen aller Kampfmittel sein Boot versenken müssen...Das zeigen der weißen Flagge gibt es für die deutsche Kriegsmarine weder an Bord noch an Land.
Als Ergebnis folgte von Dönitz am 17. Juni 1943 der Erlaß über Verhalten in wehrloser Lage, welcher einen Opfertod („ehrenvollen“ Untergang) forderte.
Von Tiesenhausen kam über Algier mit einem Lazarettschiff nach England und wurde dort befragt. Er wurde in das Lager Grizedale geschickt und traf dort andere gefangengenommene U-Boot-Offiziere, wie z. B. Otto Kretschmer. Von 1944 bis 1947 war er Kriegsgefangener im Lager Grand Ligne in Kanada. 1947 wurde er nach England zurückgeschickt. Bis zu seiner Entlassung aus der Kriegsgefangenschaft im November der gleichen Jahres war er im Camp Lodgemore bei Sheffield interniert.
Nach seiner Entlassung und Rückkehr nach Deutschland arbeitete er zunächst als Schreiner, ging dann aber 1951 wieder, wie auch seine Mutter, nach Kanada. Hier heiratete er im April 1963 Maria von Keudell (1929–2019). Maria von Keudell war eine Tochter des Malers Kurt von Keudell und der Leonore Kolbe (* 1902), der Tochter des Malers Georg Kolbe. Im April 2020 konnte das Georg Kolbe Museum aus dem Nachlass von Maria von Tiesenhausen zahlreiche Exponate, unbekannte Briefe und weitere persönliche Stücke Kolbes erwerben.
Von Tiesenhausen lebte bis zu seinem Lebensende bei Vancouver, wo er als technischer Zeichner und Innenarchitekt wirkte und sich auch einen Ruf als Naturfotograf erwarb.

## Auszeichnungen (Auswahl)
- Eisernes Kreuz (1939) II. und I. Klasse am 31. Januar 1940 bzw. am 7. Dezember 1941
- Ritterkreuz des Eisernen Kreuzes am 27. Januar 1942
- Italienische Tapferkeitsmedaille in Silber am 25. März 1942